# جزیره میر مهنا

نقشه حمل و نقل استان بوشهر

جزیره میر مُهَنّا (یا جزیره جنوبی) از جزیره‌های غیرمسکونی ایران در خلیج فارس است که در استان بوشهر واقع شده است.
این جزیره در برابر کرانه‌های جنوبی بندر ریگ واقع شده است.
انگور و انجیر این جزیره از قدیم معروف بوده‌است.
درخت کُنار بزرگ و تناوری به نام کُنار میر مهنا در این جزیره وجود دارد و گنبدی موسوم به قدمگاه امیرالمؤمنین نیز در این جزیره هست.
این جزیره به نام یکی از سرداران محلی که به کریم خان زند و هلندیان حمله می‌کرد یعنی میر مهنا نام گذاری شده‌است.
برنامه‌هایی برای تبدیل این جزیره به منطقه نمونه گردشگری در دست اجرا است.